# Nakamura Kankurō VI
Nakamura Kankurō VI (六代目 中村 勘九郎, Rokudaime Nakamura Kankurō) (né le 31 octobre 1981) est un acteur japonais de théâtre kabuki, de télévision et de cinéma. Né Masayuki Namino (波野 雅行, Namino Masayuki), il est le fils ainé de l'acteur Nakamura Kanzaburō XVIII et le frère de Nakamura Shichinosuke II.

## Noms et lignée
Kankurō est membre de la guilde d'acteurs Nakamura-ya et fils du célèbre Nakamura Kanzaburō XVIII. Son frère cadet, Shichinosuke II, est également acteur interprète du genre kabuki. Au sein du monde kabuki, la lignée de la famille remonte au moins à sept générations, à Onoe Kikugorō III et Ichimura Uzaemon XI qui se produisaient au début du XIXe siècle. Comme c'est le cas avec les noms de tous les acteurs kabuki, Nakamura Kankurō est un yagō ou nom de scène.

## Carrière
Kankurō fait ses premiers pas sur scène à l'âge de deux ans, dans un rôle de moine kokata au Kabuki-za. Il reçoit formellement le nom Nakamura Kantarō II à l'âge de six ans et joue avec son frère cadet dans le personnage du titre dans Kadon de futari Momotarō (« Les deux momotarō quittent la maison ») au Kabuki-za.
L'an 2000 marque le 12e anniversaire de la mort du grand-père de Kankurō, l'acteur Nakamura Kanzaburō XVII. Kankurō a l'honneur d'interpréter le rôle de shishi l'ancien dans la performance commémorative de la danse du lion. L'année suivante, il se produit dans la danse du lion Renjishi avec son frère et son père dans le cadre des célébrations du Nouvel An japonais quand pour l'occasion une scène temporaire a été montée sur la plage à Narutō près de Tokyo.
Interprétant pour la première fois le rôle de Konami dans la célèbre pièce Kanadehon Chūshingura en mars 2001, Kankurō joue aux côtés du grand onnagata Bandō Tamasaburō V.
Comme son frère et de nombreux autres acteurs kabuki de nos jours, Kankurō travaille également pour la télévision et le cinéma. En 2004, il interprète Tōdō Heisuke dans le taiga drama Shinsengumi! (en) de la NHK et reprend le rôle deux ans plus tard dans un documentaire historique télévisé. Kankurō a récemment commenté un documentaire de la TBS consacré au Patrimoine mondial de l'UNESCO et est la vedette des films Taan de 2001 et Zen en 2009 dans lequel il incarne le moine Dōgen. Il a également figuré dans un certain nombre de dramas télévisés et autres programmes.
En février 2012, il reçoit le nom Nakamura Kankurō VI à la suite de son père qui s'est produit sous le nom Kankurō V pendant presque quarante-six ans.

## Filmographie
- 2016 : Les Dix braves de Sanada (en) : Sarutobi Sasuke
- 2017 : Gintama : Isao Kondō
- 2018 : Gintama 2 : Isao Kondō

## Source de la traduction
- (en) Cet article est partiellement ou en totalité issu de l’article de Wikipédia en anglais intitulé « Nakamura Kankurō VI » (voir la liste des auteurs).